# World Combat Games
Los World Combat Games (del inglés: Juegos Mundiales de Combate) son un evento multideportivo internacional con deportes de combate y artes marciales. 
Quince deportes olímpicos y no olímpicos están actualmente en el programa: aikidō, boxeo, esgrima, halterofilia, judo, jiu-jitsu, karate, Kendō, Kick boxing, Muay thai, sambo, savate, sumo, taekwondo, wrestling y wushu.
Los Juegos Mundiales de Combate fueron iniciados por SportAccord, la organización para las federaciones deportivas internacionales y organizadores de eventos deportivos, con el fin de acercar estos deportes a un público mundial. Los Juegos Mundiales de Combate van acompañados de un programa cultural que refleja las antiguas tradiciones y valores de las artes marciales, así como su contribución a la sociedad moderna.

## Ediciones
- 2010 Pekín, China
- 2013 San Petersburgo, Rusia